# Roberto Larraz
Roberto Larraz (20 de agosto de 1898 – 27 de novembro de 1978) foi um esgrimista argentino, que participou dos Jogos Olímpicos de Verão de 1928, sob a bandeira da Argentina.